# Société de conseil
 (août 2015).
Si vous disposez d'ouvrages ou d'articles de référence ou si vous connaissez des sites web de qualité traitant du thème abordé ici, merci de compléter l'article en donnant les références utiles à sa vérifiabilité et en les liant à la section « Notes et références ».
Une société de conseil ou cabinet de consulting ou encore un cabinet de conseil est une entreprise qui emploie des consultants qui vendent des avis ou des recommandations sur ce qu'il convient de faire dans une organisation pour en améliorer un aspect. Les services de ces sociétés visent à améliorer le fonctionnement et la performance, actuels ou futurs, d'une organisation publique ou privée : entreprise, association, ministère, collectivité territoriale, syndicat, etc.
Les sociétés de conseil, appelés cabinets ou firmes, assistent les administrateurs des entreprises en leur fournissant des experts-conseil, également appelés consultants ou conseillers, généralement formés au management dans les écoles de commerce. 
De plus en plus de sociétés complètent le livrable stratégique, en fournissant les moyens de mettre en œuvre les recommandations, soit avec les consultants eux-mêmes, soit en fournissant des experts-métiers, ce qui a ouvert de nouveaux marchés à ces sociétés. C'est ce que l'on nomme l'externalisation.
Les services de conseil appartiennent au secteur tertiaire et représentent plusieurs centaines de milliards de dollars de chiffre d'affaires annuel. Entre 2010 et 2015, les 10 plus grandes sociétés de conseil affichaient à elles seules un chiffre d'affaires de 170 milliards annuellement et une croissance moyenne de 4 % par an.
Selon l'hebdomadaire The Economist, les cabinets de conseils les plus importants et influents dans le monde sont le grand huit ("Great eight" consulting firms) constitués de Bain, BCG, McKinsey, Deloitte, EY, KPMG, PwC et Accenture. Ces huit cabinets sont reconnus pour leur faible taux de sélectivité, leur taux de turnover élevé et la difficulté à être promu à un grade supérieur en interne.

## Concentration du secteur
Le secteur du conseil apparait particulièrement concentré : en 2017, les Big Four (KPMG, Deloitte, EY et PwC) pèsent pour 39 % du chiffre d'affaires mondial du conseil, tandis que les 10 des plus grandes entreprises de conseil (les Big 4 ainsi qu'Accenture, IBM, McKinsey, le BCG...) comptent pour 56 % du chiffre d'affaires mondial du conseil.

## Segmentation
La segmentation des services de conseils varie beaucoup d'une organisation à l'autre et d'un pays à l'autre. La catégorisation est floue notamment en raison des bouleversements que connait cette industrie depuis quelques années.

### Le conseil en stratégie
Le conseil en stratégie vise à fournir aux dirigeants d'entreprises des conseils spécialisés pour la définition d'une stratégie d'entreprise. En pratique, les cabinets de conseil en stratégie ont une activité qui déborde largement de ce périmètre, et donnent lieu à des recommandations sur les volets managériaux, organisationnels, performance, etc. Parmi les plus grands cabinets de conseil en stratégie, les trois plus grandes firmes sont d'origine américaine et surnommées "MBB" (pour McKinsey, Boston Consulting Group (BCG), Bain & Company), auxquelles s'ajoute Roland Berger, cabinet européen d'origine allemande. Les cabinets de conseils financiers que sont les Big Four (KPMG, Deloitte, EY et PwC) ont une place grandissante dans ce secteur, mais font valoir particulièrement une compétence en stratégie financière.

### Le conseil en management
Le conseil en management a pour vocation d'assister les entreprises sur des sujets de gestion et d'optimisation de leurs métiers ou des fonctions dites de support.

#### Conseil en informatique et en transformation numérique
Les activités informatiques et de transformation numérique (IT Consulting, Digital Consulting) sont parmi les prestations en plus forte croissance. 
Le conseil en systèmes d'information est large et peut regrouper plusieurs catégories de conseil. Dans le domaine de l'informatique et des technologies de l'information et de la communication, le conseil est l'une des trois principales branches des sociétés de services informatiques, avec l'intégration et l'infogérance.
Le conseil en stratégie, le conseil en management et le conseil en organisation s'attachent à la Direction des Systèmes d'Information (DSI) en elle-même ainsi qu'à ses modes de gestion intrinsèques, son positionnement dans l'écosystème de l'entreprise et à sa performance. Le conseil IT, en revanche, s'attache uniquement aux systèmes d'information en eux-mêmes. Ainsi, il faut faire la différence entre par exemple la gouvernance de la DSI (conseil en management / organisation) et la gouvernance des systèmes d'information (conseil IT)[réf. nécessaire].

#### Cas spécifique du conseil financier et de l'audit
À noter que les services d'audit sont historiquement, assumés par des cabinets de conseil en finance, dont les plus importants sont les Big 4 : KPMG, Deloitte, E&Y et PwC. Cependant, à la suite du scandale Enron, les activités de conseil tendent à être filialisées ou vendues. Malgré cela, la question de la séparation des métiers de l'audit et du conseil reste toujours d'actualité.

#### Le conseil au secteur public
De nombreuses réformes engagées en France ont engendré une demande croissante de conseil et d'assistance extérieure dans le secteur public. Malgré des budgets serrés, la demande s'est développée pour les ministères, mais aussi les hôpitaux et les collectivités territoriales. 

#### Le conseil en innovation
Le conseil en innovation vise à assister les entreprises durant toute la chaîne de l'innovation, à savoir à partir de l'émergence de l'idée novatrice jusqu'à sa mise sur le marché.
En France, le lobby de l’Association des Conseils en Innovation (ACI) regroupe plus de 70 cabinets de conseil pour environ 5 000 consultants.

## Critiques
Les sociétés de conseil sont régulièrement accusées de causer du burnout parmi leurs employés,,.
Les sociétés de conseil sont également critiquées pour la qualité, l'utilité ou l'intérêt de leurs prestations (un adage courant veut que le consultant « emprunte votre montre pour vous dire l’heure qu’il est ») ; une étude américaine met en avant que 70 % des plans de transformation échouent. A ce titre, l'existence des sociétés de conseil a même été qualifiée d'arnaque.
Au XXIe siècle, les consultants sont également critiqués pour être un exemple de "bullshit job".
En France, un rapport du Sénat pointe un interventionnisme généralisé des cabinets de conseil dans les décisions de l’État. En 2021, les dépenses de conseil de l’État ont dépassé le milliard d’euros.

## Intermédiation et collaboration
À partir de 2010, plusieurs start-ups[source insuffisante] ont commencé à proposer de nouvelles activités.
Le modèle le plus courant est la plateforme d’intermédiation, mettant à disposition des entreprises clientes des consultants indépendants « à la carte ». Les plateformes de consultants indépendants sont nombreuses : par exemple Eazylang dans le domaine de la traduction, Humancraft spécialisée dans les grands comptes et axée sur les ESN (Entreprises de Services Numériques).
L'autre modèle consiste à assembler via une plateforme de collaboration, des équipes d'experts indépendants. On retrouve ce modèle de collaboration numérique en particulier sur le segment opérationnel, car le potentiel de collaboration des équipes est important. Fondée au Royaume-Uni la firme Eden McCallum est partiellement basée sur ce modèle[réf. nécessaire]. Une firme canadienne, 2PS utilise une intelligence artificielle en plus d'une forme de ludification pour stimuler la collaboration.